# Peng Liyuan

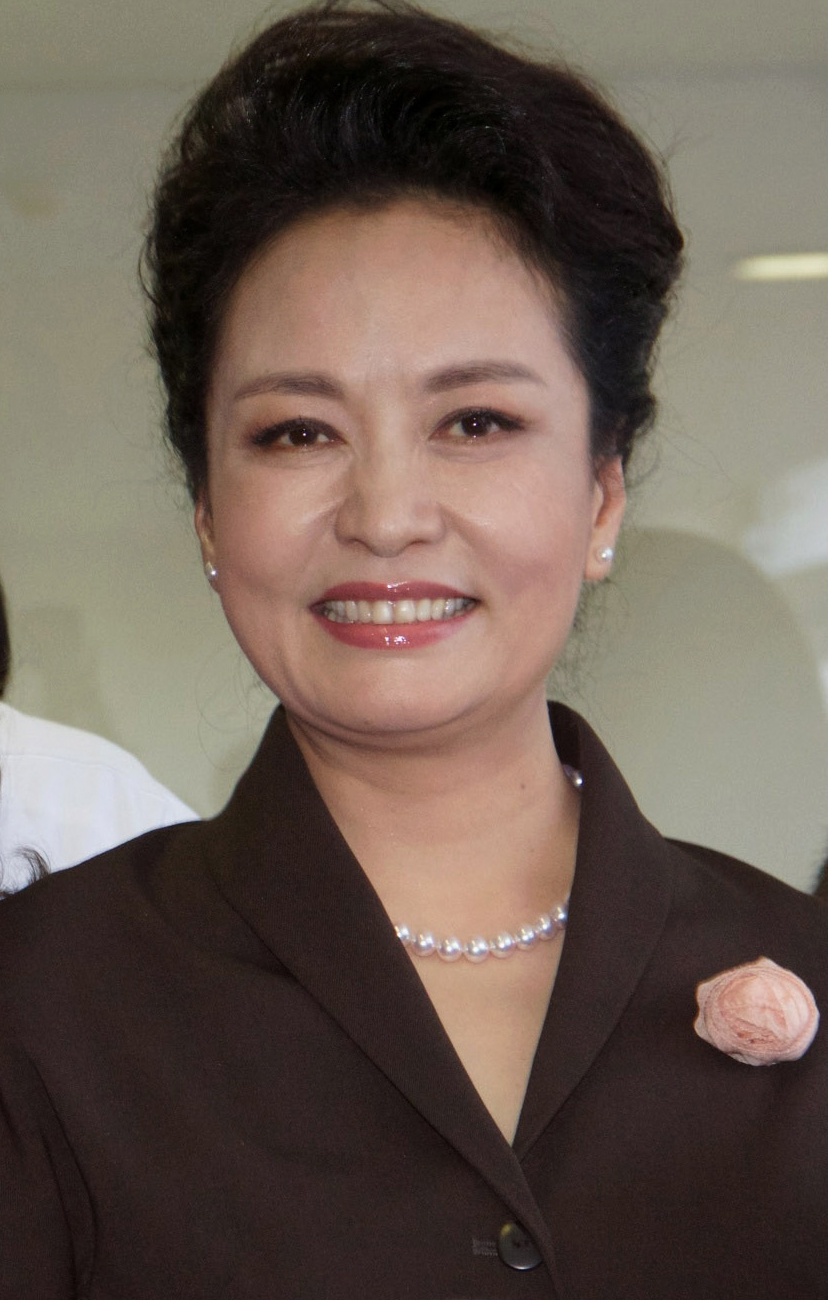
Peng Liyuan (2013)

Peng Liyuan (chinesisch 彭麗媛 / 彭丽媛, Pinyin Péng Lìyuán, * 20. November 1962 in Yuncheng, Shandong, Volksrepublik China) ist eine chinesische Sopranistin, darstellende Künstlerin und Hochschullehrerin. Sie ist die Gattin von Xi Jinping, der seit 2013 Staatspräsident der Volksrepublik China ist.

## Leben
Peng stammt aus dem Kreis Yuncheng von Heze in der ostchinesischen Provinz Shandong.
Sie ist einer der bekanntesten Interpreten sogenannter Roter Lieder und ein Vertreter der zeitgenössischen ethnischen Vokalmusik Chinas. Sie gehört dem Gesangs- und Tanzensemble der Allgemeinen Politischen Abteilung der Volksbefreiungsarmee an, dessen Leiterin sie ist, und hält einen zivilen Rang vergleichbar dem eines Generalmajors.
Sie trat 1980 in die Volksbefreiungsarmee ein. Im Juli 1985 trat sie der Kommunistischen Partei bei.
Sie war bzw. ist Mitglied der 8., 9., 10. und 11. Politischen Konsultativkonferenz des chinesischen Volkes.
Sie war eine der ersten, die in China einen Master-Titel am Zentralen Konservatorium in Peking in volkstümlicher chinesischer Vokalmusik erhielt, einem Studiengang, der in den 1980er Jahren etabliert wurde.
Inzwischen lehrt sie am Chinesischen Konservatorium in Peking als Professorin. Sie bekleidet viele Ämter im künstlerischen Bereich.
In der CCTV-Frühlingsfest-Gala – mit 800 Millionen Zuschauern an den Fernsehgeräten – im Jahr 1982 wurde sie mit dem Lied Auf dem Feld voller Hoffnung (《在希望的田野上》 Zài xīwàng de tiányě shàng) – einem Loblied auf das Erscheinungsbild und die Vitalität des ländlichen China – berühmt. Inzwischen hat sie landesweit zahlreiche Ehrungen in Gesangswettbewerben erhalten. Sie ist ständiger Gast im CCTV-Programm, insbesondere der Neujahrsgala, dem meistbeachteten chinesischen Medienereignis des Jahres. In der Xi Jinping Biografie (2021) von Stefan Aust und Adrian Geiges wird ihre Berühmtheit verglichen mit „in etwa so wie Helene Fischer, nur bekannter – und das vor einem deutlich größerem Publikum.“
Peng war bereits ein Gesangsstar, als sie ihren Mann Xi Jinping im Jahr 1986 traf. Das Paar heiratete ein Jahr später. Zu dieser Zeit war Xi Vizebürgermeister von Xiamen (Amoy) in der Provinz Fujian. Ihre gemeinsame, 1992 geborene Tochter Mingze studierte an der Harvard-Universität. Sie beendete 2014 erfolgreich ihr Studium und lebt in Peking. Peng tritt häufig bei Gesangsaufführungen der Armee auf. Am 1. August 2007 beim 80. Geburtstag der chinesischen Armee stellte Peng Liyuan ihre neue Produktion Meine Soldatenbrüder vor.
Weitere bekannte Lieder von ihr sind Menschen aus unserem Dorf (《父老乡亲》 Fùlǎo xiāngqīn) und Qomolangma (《珠穆朗玛》 Zhūmùlǎngmǎ).
Einer chinesischen Website zufolge ist „ihr Gesang in allen Städten und Dörfern des Vaterlandes verbreitet, ihre Kunst tief in den Massen verwurzelt.“
Anlässlich des österreichischen Staatsbesuchs in Peking ab 7. April 2018 wurde berichtet, dass Peng Liyuan als Primadonna der Peking-Oper bei einem Gastspiel am 30. August 2008 in der Wiener Staatsoper als Mulan (dt. Magnolie) in der gleichnamigen Oper auftrat. Dies war zugleich ihr letzter Auftritt als Sängerin. Immerhin galt ihr Mann ab seiner Wahl zum Vizepräsidenten der Volksrepublik am 15. März 2008 als designierter Nachfolger von Staatspräsident Hu Jintao.

## Präsidentengattin
Als ihr Mann Xi Jinping am 14. März 2013 zum Staatspräsidenten ernannt wurde, übernahm sie die protokollarischen Pflichten einer First Lady. Nach dem Paris-Besuch 2014 wurde sie UNESCO-Sondergesandte.
Beim österreichischen Staatsbesuch erhielt sie am 8. April 2018 eine Rose von Swarovski aus geschliffenem hochbrechendem und -dispersivem Bleiglas und eine Musikedition der Wiener Philharmoniker. Die Einladung des Paars zu einem Gegenbesuch gilt auch für das Neujahrskonzert.

## Lieder
- Zài xīwàng de tiányě shàng 《在希望的田野上》
- Yíméngshān xiǎodiào 《沂蒙山小调》
- Zài Zhōngguó dàdì 《在中国大地上》
- Shuō Liáozhāi 《说聊斋》
- Péngyou 《朋友》
- Fùlǎo xiāngqīn 《父老乡亲》
- Bàodá 《报答》
- Zhǎngshēng yǔ hècǎi 《掌声与喝彩》
- Báifà de qìngniáng 《白发亲娘》
- Zhōngguó de yuèliang 《中国的月亮》
- Huáihuāhǎi 《槐花海》
- Wǒmen shì Huánghé Tàishān 《我们是黄河泰山》
- Zhōngguó gējù jīngdiǎn chàngduàn 《中国歌剧经典唱段》
- Èrquán yìnyuè 《二泉印月》
- Zhūmùlǎngmǎ 《珠穆朗玛》
- Huánghé yúniáng 《黄河渔娘》
- Gēchàng ba, chūn zhī shēng 《歌唱吧，春之声》
- Huánghéyuàn 《黄河怨》
- Zhōngguó gējù „Mùlán shīpiān“ 《中国歌剧《木兰诗篇》
- Měirén 《美人》
- Xiāngjiāng míngyuè yè 《香江明月夜》

## Diskografie, Filme etc.
- Zhongguo minge 中国民歌
- Zhūmùlǎngmǎ 珠穆朗玛
- Zhōngguó gējù jīngdiǎn chàngduàn 中国歌剧经典唱段
- Yuan yuan liu chang 源媛流长
- Wode shibing xiongdi 我的士兵兄弟[25]